# إضراب (نحو)
الإضراب عند النحاة هو الإعراض عن الشيء بعد الإقبال عليه. والفرق بينه وبين الاستدراك أن معناه الإبطال لما قبله والاستدراك معناه ليس الإبطال لما قبله وإنما دفع التوهم الناشئ منه. وقد يكون الإضراب بمعنى الانتقال من غرض إلى آخر.